# Metropolia kałuska
Metropolia kałuska – jedna z metropolii Rosyjskiego Kościoła Prawosławnego, z siedzibą w Kałudze. Jej obecnym (2014) zwierzchnikiem jest metropolita kałuski i borowski Klemens (Kapalin). Obejmuje terytorium obwodu kałuskiego.
Erygowana na posiedzeniu Świętego Synodu Rosyjskiego Kościoła Prawosławnego na posiedzeniu w dniu 2 października 2013. W jej skład wchodzą eparchia kałuska, eparchia piesocznieńska oraz eparchia kozielska.